# Легенда о Багеру Венсу
Легенда о Багеру Венсу (енгл. The Legend of Bagger Vance) је филм из 2000. снимљен по роману Стивена Пресфилда. Режисер је Роберт Редфорд, а у главним улогама су: Вил Смит, Мет Дејмон и Шарлиз Трон.

## Улоге
| Глумац      | Улога                         |
| ----------- | ----------------------------- |
| Вил Смит    | Багер Венс                    |
| Мет Дејмон  | Рандалф Џана                  |
| Шарлиз Трон | Адела Инвергордон             |
| Брус Макгил | Волтер Хоган                  |
| Џоел Греч   | Боби Џоунс                    |
| Лејн Смит   | Грантланд Рајс                |
| Џек Лемон   | стари Хари Гривс (непотписан) |

## Локације снимања
- Бјуфорт (Јужна Каролина, САД)
- Блафтон (Јужна Каролина, САД)
- Чарлстон (Јужна Каролина, САД)
- Хилтон хед (Јужна Каролина, САД)
- острво Џекил (Џорџија, САД)
- острва Кајава (Јужна Каролина, САД)
- Савана (Џорџија, САД)

## Зарада
- Зарада у САД - 30.919.168 $
- Зарада у иностранству - 8.540.259 $
- Зарада у свету - 39.459.427 $